# Kościół św. Rafała Kalinowskiego w Radomiu
Kościół świętego Rafała Kalinowskiego w Radomiu – rzymskokatolicki kościół parafialny należący do parafii pod tym samym wezwaniem (Dekanat Radom-Wschód diecezji radomskiej).
Jest to świątynia zaprojektowana przez architekta Tadeusza Derlatkę i konstruktora Józefa Nosowskiego. Wybudowana została dzięki staraniom ks. Józefa Pawlika i parafian w latach 1999–2005. Fundamenty kościoła zostały pobłogosławione przez biskupa Jana Chrapka w dniu 20 listopada 1999 roku. Kamień węgielny wmurował biskup Zygmunt Zimowski 19 czerwca 2003 roku. Świątynia została dedykowana przez biskupa Henryka Tomasika 29 września 2013 roku. Kościół to budowla dwupoziomowa, wzniesiona w konstrukcji żelbetowej z elementami ścian wyłożonych cegłą polską, licówką. Świątynia górna jest trójnawowa. Wystrój wnętrza zaprojektował profesor Karol Badyna.Kościół  dolny jest przeznaczony do liturgii codziennej i obrzędów pogrzebowych, zaś górny –  do liturgii niedzielnej, świątecznej i obrzędów ślubnych.